# Физички слој
Физички слој (енгл. Physical Layer) је први и најнижи од седам слојева ОСИ модела рачунарске мреже. Преводи комуникацијске захтеве од слоја везе у специфичне операције у техничким уређајима, тј. преводи битове фрејма у одговарајући кодиран електрични, оптички или радио сигнал, а потом врши предају, контролу преноса и пријем. Овај слој се за разлику слојева виших нивоа у потпуности односи на хардвер и у складу са тим, задужен је за три примарне функције:
- Стандардизација компоненти (адаптери, интерфејси мржних уређаја, каблови и конектори)
- Начин представљања података (модулација и кодирање) и контролне стандарде.
- Сигнализација, синхронизација сигнала, предаја, пријем и пренос медујумом.

Физички слој је основни слој на којем се темеље функције осталих слојева у мрежи. Међутим, с обзиром на велику разноврсност доступних техничких уређаја са веома различитим карактеристикама, то је можда најсложенији слој у ОСИ архитектури, 